# سیارک ۱۸۹۳۹
سیارک ۱۸۹۳۹ (به انگلیسی: 18939 Sariancel، نامگذاری:2000QZ48) هجده هزار و نهصد و سی و نهمین سیارک کشف شده‌است که در ۲۴ اوت ۲۰۰۰ کشف شد.
قدر مطلق سیارک برابر ۱۹.۵ است.